# CloudSat
CloudSat és un satèl·lit artificial de la NASA, llançat el 28 d'abril de 2006 a bord d'un coet Delta II, juntament amb el satèl·lit CALIPSO.
El satèl·lit va ser triat l'any 1999 per proporcionar un millor coneixement de la distribució, abundància estructura i propietats radiatives dels núvols. Va ser el primer satèl·lit amb un radar d'ones mil·limètriques, 1000 vegades més sensible que qualsevol radar meteorològic existent.
CloudSat i Calipso es van unir a altres tres satèl·lits d'observació terrestre avançats ja en òrbita: Aqua, Para i Aura. Junts formen l'anomenat A-train. CloudSat, com els altres quatre satèl·lits, segueix una Òrbita heliosíncrona cas circular d'uns 705 km d'altura. Vola en formació amb els satèl·lits Aqua i Calipso per obtenir dades simultanis d'aquests fenòmens.
La missió principal duraria 22 mesos, encara que es calcula que podria seguir funcionant durant tres anys.
CloudSat és administrat pel JPL. Colorado State University proporciona lideratge científic i la ciència de processament i distribució de dades. El cost d'aquest projecte és d'aproximadament 200 milions de dòlars

## Instruments
L'instrument principal de CloudSat és el CPR (Cloud Profiling Radar, Radar Perfilador de Núvols), un radar que opera a 94 GHz i que mesura les microones reflectides pels núvols en funció de la seva distància. El CPR va ser desenvolupat conjuntament pel  JPL i l'Agència Espacial Canadenca.

## Especificacions
- Massa total: 848 kg
- Perigeu: 702 km
- Apogeu: 704 km
- Inclinació orbital: 98,2 graus
- Període: 98,8 min